# Lola LC89
O LC89/LC89B é o modelo da Lola nas temporadas de 1989 e 1990 de Fórmula 1.
Condutores do LC89: Yannick Dalmas, Philippe Alliot, Éric Bernard e Michele Alboreto

Condutores do LC89B: Eric Bernard e Aguri Suzuki.

## Resultados[1][2]
(legenda) 
| Ano  | Chassi | Motor                | Pneus | N° | Pilotos          | 1   | 2   | 3   | 4   | 5   | 6   | 7   | 8   | 9   | 10  | 11  | 12  | 13  | 14  | 15  | 16  | Pontos  | Posição |  |
| ---- | ------ | -------------------- | ----- | -- | ---------------- | --- | --- | --- | --- | --- | --- | --- | --- | --- | --- | --- | --- | --- | --- | --- | --- | ------- | ------- |  |
|      |        |                      |       |    |                  |     |     |     |     |     |     |     |     |     |     |     |     |     |     |     |     |         |         |  |
|      |        |                      |       |    |                  | BRA | SMR | MON | MEX | USA | CAN | FRA | GBR | GER | HUN | BEL | ITA | POR | ESP | JAP | AUS |         |         |  |
| 1989 | LC89   | Lamborghini 3512 V12 | G     | 29 | Yannick Dalmas   |     | Ret | NQ  | NQ  | NQ  | NQ  |     |     |     |     |     |     |     |     |     |     | 1       | 16º     |  |
| 1989 | LC89   | Lamborghini 3512 V12 | G     | 29 | Eric Bernard     |     |     |     |     |     |     | 11  | Ret |     |     |     |     |     |     |     |     | 1       | 16º     |  |
| 1989 | LC89   | Lamborghini 3512 V12 | G     | 29 | Michele Alboreto |     |     |     |     |     |     |     |     | Ret | Ret | Ret | Ret | 11  | NPQ | NQ  | NPQ | 1       | 16º     |  |
| 1989 | LC89   | Lamborghini 3512 V12 | G     | 30 | Philippe Alliot  |     | Ret | Ret | NC  | Ret | Ret | Ret | Ret | Ret | NPQ | 16† | Ret | 9   | 6   | Ret | Ret | 1       | 16º     |  |
|      |        |                      |       |    |                  |     |     |     |     |     |     |     |     |     |     |     |     |     |     |     |     |         |         |  |
|      |        |                      |       |    |                  | USA | BRA | SMR | MON | CAN | MEX | FRA | GBR | GER | HUN | BEL | ITA | POR | ESP | JAP | AUS |         |         |  |
| 1990 | LC89B  | Lamborghini 3512 V12 | G     | 29 | Eric Bernard     | 8   | Ret |     |     |     |     |     |     |     |     |     |     |     |     |     |     | 02 (11) | 6º      |  |
| 1990 | LC89B  | Lamborghini 3512 V12 | G     | 30 | Aguri Suzuki     | Ret | Ret |     |     |     |     |     |     |     |     |     |     |     |     |     |     | 02 (11) | 6º      |  |

† Completou mais de 90% da distância da corrida.
↑1  Utilizou o LC88B no GP do Brasil. 
↑2  Utilizou o LC90 a partir do GP de San Marino marcando no total de 11 pontos.